# Éric Molina
Éric Lee Molina (Raymondville, 26 aprile 1982) è un pugile statunitense di origini messicane.
Soprannominato Drummer Boy, è stato sfidante per il titolo mondiale dei pesi massimi in due occasioni.

## Biografia
È nato nella città texana di Raymondville, da genitori di origine messicana.

## Carriera
Molina passò al professionismo il 17 marzo 2007, venendo sconfitto dal connazionale Ashanti Jordan per KO al primo round. Da lì in poi inanellò una striscia di diciotto vittorie consecutive, che gli consentì di sfidare il latinoamericano Chris Arreola il 18 gennaio 2012, senza però avere successo. Due anni dopo centrò un'importante vittoria fermando l'ex sfidante al titolo mondiale DaVarryl Williamson in cinque riprese.
Il 13 giugno 2015 ottenne la possibilità di vincere il titolo mondiale WBC dei pesi massimi quando salì sul ring contro lo statunitense Deontay Wilder, ma ne uscì sconfitto per KO al nono round. Nell'aprile del 2016 centrò il successo più importante della carriera battendo in rimonta il polacco Tomasz Adamek. Più tardi quell'anno sfidò il campione Anthony Joshua per il titolo mondiale IBF di categoria, venendo sconfitto per KO alla terza tornata in un match a senso unico.
Nel maggio 2018 fu trovato positivo ad un test antidoping e sospeso dalle competizioni per un periodo di due anni.